# Phrynobatrachus inexpectatus
Espèce
Statut de conservation UICN

 DD  : Données insuffisantes
Phrynobatrachus inexpectatus est une espèce d'amphibiens de la famille des Phrynobatrachidae.

## Répartition
Cette espèce est endémique du Sud de l'Éthiopie,.

## Étymologie
Son nom d'espèce, du latin inexpectatus, « inattendu », lui a été donné en référence à sa surprenante découverte en dépit du nombre important de muséums possédant des spécimens attribués lors de leur découverte à l'espèce Phrynobatrachus minutus.

## Description
Phrynobatrachus inexpectatus mesure de 13 à 16 mm pour les mâles et de 15 à 17 mm pour les femelles.

## Publication originale
- Largen, 2001 : The status of the genus Phrynobatrachus Gunther 1862 in Ethiopia and Eritrea, including description of a new species (Amphibia Anura Ranidae). Tropical Zoology, vol. 14, p. 287-306.